# Kimble Anders
Kimble Lynard Ambers (* 10. September 1966 in Galveston, Texas) ist ein ehemaliger US-amerikanischer American-Football-Spieler auf der Position des Fullbacks. Er spielte zehn Saisons für die Kansas City Chiefs in der National Football League (NFL).

## Frühe Jahre
Anders spielte College Football bei der University of Houston, wo er für das Team insgesamt 1359 Yards und 16 Touchdowns erlief und Pässe für 1718 Yards und 11 Touchdowns fing.

## NFL
Anders wurde, nachdem er im NFL Draft 1990 nicht berücksichtigt wurde, von den Pittsburgh Steelers unter Vertrag genommen, wo er jedoch schon vor der Saison entlassen wurde. Zur Saison 1991 unterschrieb er einen Vertrag bei den Kansas City Chiefs, wo er von 1995 bis 1997 drei Mal in den Pro Bowl gewählt wurde. Seinen ersten Touchdown in der NFL erzielte er in der Saison 1993 im Spiel gegen die Oakland Raiders. In zehn Jahren für die Chiefs erzielte er neun erlaufene und neun gefangene Touchdowns.